# India en los Juegos Olímpicos de Grenoble 1968
India estuvo representada en los Juegos Olímpicos de Grenoble 1968 por un deportista masculino que compitió en esquí alpino.
El equipo olímpico indio no obtuvo ninguna medalla en estos Juegos.